# العلاقات الإريترية السيشلية
العلاقات الإريترية السيشلية هي العلاقات الثنائية التي تجمع بين إريتريا وسيشل.

## مقارنة بين البلدين
هذه مقارنة عامة ومرجعية للدولتين:
| وجه المقارنة                                              | إريتريا                                      | سيشل                                                |
| --------------------------------------------------------- | -------------------------------------------- | --------------------------------------------------- |
| المساحة (كم2)                                             | 117.60 ألف                                   | 459                                                 |
| عدد السكان (نسمة)                                         | 6.33 مليون                                   | 95.84 ألف                                           |
| الكثافة السكانية (ن./كم²)                                 | 53.83                                        | 20.88 ألف                                           |
| العاصمة                                                   | أسمرة                                        | فيكتوريا                                            |
| اللغة الرسمية                                             | اللغة التغرينية، اللغة العربية، لغة إنجليزية | لغة فرنسية، لغة إنجليزية، اللغة الكريولية السيشيلية |
| العملة                                                    | ناكفا                                        | روبية سيشلية                                        |
| الناتج المحلي الإجمالي (بليون دولار)                      | 2.61 مليار                                   | 1.49 مليار                                          |
| الناتج المحلي الإجمالي (تعادل القوة الشرائية) بليون دولار |                                              | 2.54 مليار                                          |
| الناتج المحلي الإجمالي الاسمي للفرد دولار أمريكي          |                                              | 15.48 ألف                                           |
| الناتج المحلي الإجمالي للفرد دولار أمريكي                 |                                              | 26.42 ألف                                           |
| مؤشر التنمية البشرية                                      | 0.391                                        | 0.772                                               |
| رمز المكالمات الدولي                                      | +291                                         | +248                                                |
| رمز الإنترنت                                              | .er                                          | .sc                                                 |
| المنطقة الزمنية                                           | ت ع م+03:00                                  | ت ع م+04:00                                         |

## منظمات دولية مشتركة
يشترك البلدان في عضوية مجموعة من المنظمات الدولية، منها:
| علم المنظمة | اسم المنظمة                                 | تاريخ انضمام إريتريا | تاريخ انضمام سيشل |
| ----------- | ------------------------------------------- | -------------------- | ----------------- |
|             | مؤسسة التمويل الدولية                       | 11 أكتوبر 1995       | 11 يونيو 1981     |
|             | منظمة حظر الأسلحة الكيميائية                | ?                    | 29 أبريل 1997     |
|             | البنك الإفريقي للتنمية                      | ?                    | ?                 |
|             | يونسكو                                      | 2 سبتمبر 1993        | 18 أكتوبر 1976    |
|             | الأمم المتحدة                               | 28 مايو 1993         | 21 سبتمبر 1976    |
|             | الاتحاد الدولي للاتصالات                    | 6 أغسطس 1993         | 17 سبتمبر 1999    |
|             | منظمة الشرطة الجنائية الدولية               | ?                    | 1 سبتمبر 1977     |
|             | البنك الدولي للإنشاء والتعمير               | 6 يوليو 1994         | 29 سبتمبر 1980    |
|             | الاتحاد البريدي العالمي                     | ?                    | ?                 |
|             | الاتحاد الأفريقي                            | ?                    | ?                 |
|             | وكالة ضمان الاستثمار متعدد الأطراف          | 10 سبتمبر 1996       | 15 سبتمبر 1992    |
|             | مجموعة دول أفريقيا والكاريبي والمحيط الهادئ | ?                    | ?                 |